# Ліпецький Євзебій Олександрович
Євзебій (Євсевій) Олександрович Ліпецький (5 червня 1889 — 18 червня 1970) — український художник. Народився в с. Вербівці, (нині село Заставнівського району Чернівецької області). Ліпецький увійшов в історію українського образотворчого мистецтва як талановитий живописець, графік, театральний художник, реставратор та педагог. 

## Ранні роки та еміграція
Від 1910 року навчався коштом Буковинського релігійного фонду в Баварській академії художніх мистецтв. Після цього продовжив студії у Віденській академії художніх мистецтв. Потім працював художником у Віденському військовому географічному інституті. Від 1918 жив у Чернівцях. Викладав малювання і каліграфію в місцевій українській гімназії. При Народному домі мав студію-майстерню, в якій вчилася малюванню і письменниця Ірина Вільде.
1940 року, з приходом радянських військ, виїхав до Німеччини, де спочатку перебував у таборі українських переміщених осіб «Леопольд Касерне» в м. Байройт.
18 червн 1970 року Ліпецький помер у м. Байройт, ФРН.

## Стиль

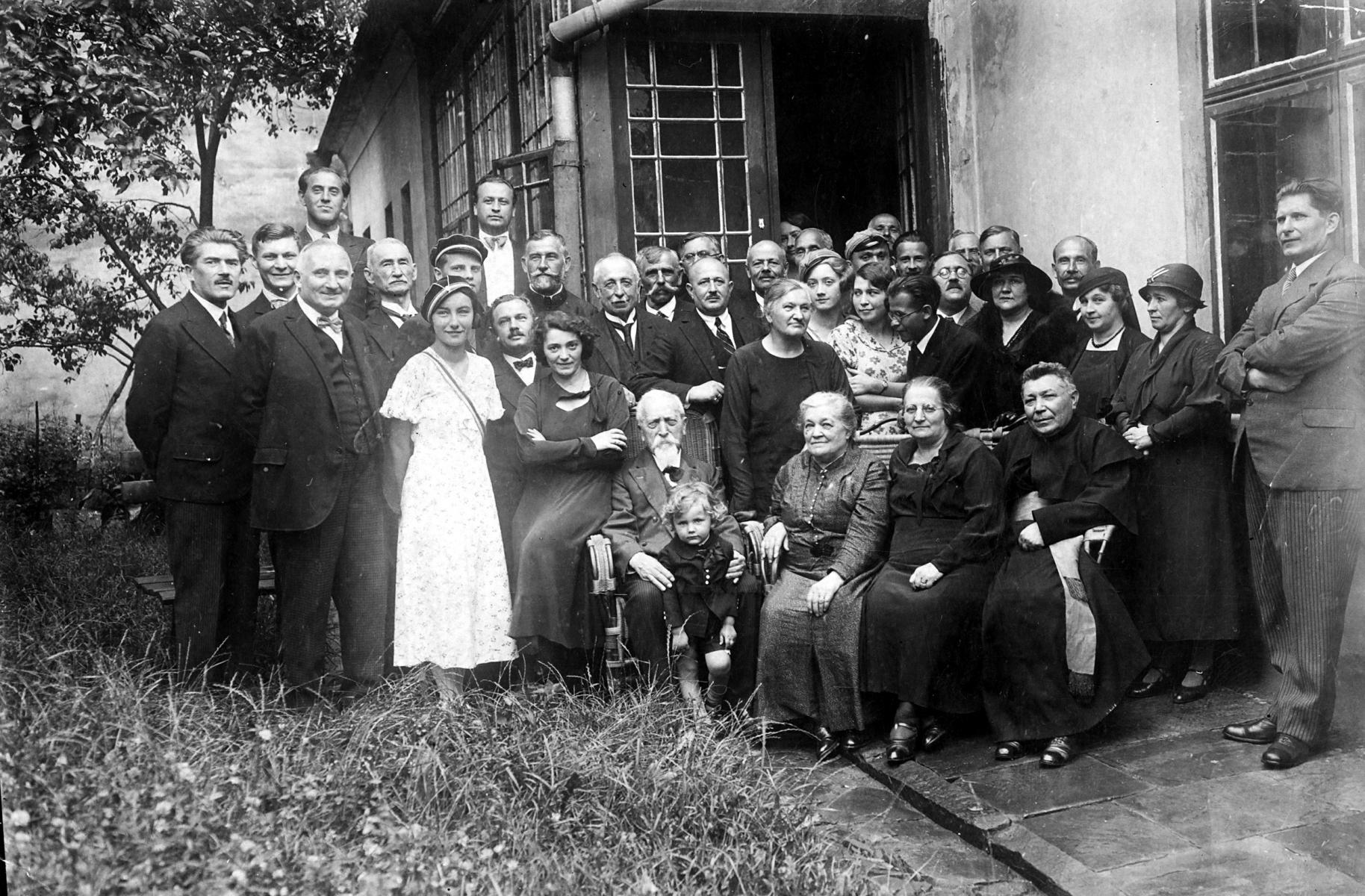
Присутні на ювілеї Володимира Корнич-Ясеницького біля його будинку 18 липня 1934 р. Зліва направо стоять – перший ряд: Володимир Гузар, невідома, син Роман, сидить на бильці стільця дружина Романа Марія; сидять: Володимир Корнич-Ясеницький, в нього на руках син Романа, поруч дружина (дочка Генріха Пардіні), дружина отця Миколи Сімовича, о. Микола Сімович; другий ряд: художник Євсебій Ліпецький, невідомий, старший чоловік (худий) Т.Іваницький – редактор газети «Час», вище стоїть актор Іван Дутка, о. Іван Джулинський, голова товариства «Український Народний Дім» Т.Бриндзан, поклав руку на спинку стільця А.Завада, справа крайній стоїть С.Проць.

Липецький малював портрети, пейзажі, декорації до вистав, реставрував стінописи (Почаївська лавра, Крехів, монастир «Хрещатик») і книжки, та чільне місце у творчості Ліпецького посідає портретний жанр. Він був автором численних портретів українських письменників, історичних осіб та сучасних йому діячів культури і мистецтва. У портретних творах Ліпецький творчо поєднував мистецькі засади академічної школи з імпресіоністичним підходом до створення образів, майстерно поєднував академізм, реалізм та сесецію. Він майстерно передавав психологічний стан, характер та зовнішню подібність портретованих, вільно володіючи різноманітними техніками. Про це свідчать його твори, а також архівні та друковані джерела.
Великий вплив на Ліпецького здійснив Микола Івасюк, який був його безпосереднім вчителем.
За словами Івана Снігура — відомого поціновувала народної творчості, Євзебій Ліпецький був не просто художником, а художником-реставратором. «Художник-реставратор — це набагато більше, аніж просто художник. Реставратор дає життя тим речам, які вже відмирають; він відроджує тих людей, яких навіть не бачив. Ліпецький — один з найвидатніших митців Буковини. Йому не було рівних, нема і не буде».

## Творчий доробок
Мистецький доробок Євзебія Ліпецького чернівецького періоду та років еміграції спіткала доволі драматична доля. У вирі подій частина його робіт є втраченими або загубленими.  Відтак кожне свідоцтво про твори майстра є надзвичайно цінним.. Наприклад, йдеться про портретні зображення чернівецьких художників 1935 року, які були розміщені у чернівецькій німецькомовній газеті «Czernowitzer Deutsche Tagespost» (20 березня 1938 р.), у монографіях Ірини Міщенко «Євзебій Ліпецький. Мистець і особистість» (2004 р.) та Гайделінде Поллєрус «Владімір Загородніков…Від ікони до графіті» (1984 р.).
У різні роки працював у галузі станкового малярства, графіки, театрального декоративного мистецтва, книжкового оформлення, брав участь у реставрації релігійних споруд (зокрема, Почаївської лаври). Написав портрети Тараса Шевченка, Юрія Федьковича, Ольги Кобилянської, Лесі Українки, Лук'яна Кобилиці. Відомо, що Ліпецький малював чернівецьких художників — Володимира Загороднікова, Пауля Верона та Ісідору Костантіновічі-Гайн, «йому „позували“ такі особистості як австрійський цісар Карл, німецький цісар Вільгельм, генерал Гіндербург, чи не всі, його часу, буковинські митрополити й високі достойники та еліта», писав Іван Жуковський.
Частина оригіналів його творів зберігається в Чернівецькому художньому музеї та Чернівецькому краєзнавчому музеї. У Художньому музеї зберігаються: живописний «Портрет дружини» (1910 р.), два пастельних твори — «Дівчина в бузковому» (1919 р.), «Портрет хлопчика» (1910 р.), а також ще кілька графічних аркушів. У Чернівецькому краєзнавчому музеї є можливість оглянути його акварельний автопортрет (1915 р.) та портрет Ольги Кобилянської (1922 р.).
Серед його робіт є також: «Коляда» (1936), «Голова дівчини» (1954).
У 2012 році випадково було виявлено невідому до тих пір роботу Ліпецького родиною Скорейків з Чернівців. Це був портрет Александра Скорейка, мецената та багаторічного війта села Борівці. Ймовірно, картина була написана у 1911 році, а гонорар за неї дозволив Ліпецькому продовжити своє навчання. Саму ж картину було знайдено на горищі та передано до Художнього музею Чернівців, де її було реставровано та виставлено до експозиції.

## Роботи

«Портрет Александра Скорейка», 1911 р.
«Портрет хлопчика», 1910
«Дівчина у бузковому», 1919

## Ушанування пам'яті
З нагоди 125-річчя від дня народження художника у Чернівцях у Чернівецькому художньому музеї представили виставку його картин. У відкритті взяли участь знані митці та колекціонери Буковини.